# Thines (rivière)
Pour les articles homonymes, voir Thines.
La Thines est une rivière du département français de l'Ardèche, affluent du Chassezac.

## Géographie
Longue de 15,5 km, la Thines prend sa source au niveau des étangs des Bessedes, sur la commune de Montselgues, à 1 101 m d'altitude. Elle descend les contreforts des Cévennes ardéchoises, vers le sud pour rejoindre le Chassezac à la limite des communes de Malarce-sur-la-Thines et de Gravières. La Thines rejoint le Chassezac au niveau du lac artificiel créé par le barrage hydroélectrique situé sous le village de Malarce-sur-la-Thines.

### Communes et cantons traversés
Dans le seul département de l'Ardèche, la Thines traverse les trois communes suivantes, dans deux cantons, de l'amont vers l'aval, de Montselgues (source), Malarce-sur-la-Thines à Gravières (confluence).
En termes de cantons, la Thines prend source dans le canton de Valgorge, puis traverse le canton des Vans, tout en restant dans le seul arrondissement de Largentière.

### Toponyme
La Thines a donné son hydronyme à la commune de Malarce-sur-la-Thines.

## Hydronymie
La rivière a pour nom le ruisseau de Chaptines à partir de sa source sur un peu moins d'un kilomètre. Passé le hameau des Chaptines, au nord du lieu-dit « Petit Paris » la rivière prend le nom de ruisseau du Petit Paris sur 2 km. Au sud du « mas de Boyer », elle prend son nom de rivière de la Thines.
La rivière est aussi parfois écrite la Thine.

## Affluents
La Thines a dix affluents référencés :
- Ruisseau de Montselgues (rd), 3,1 km sur les communes de Montselgues et Malarce-sur-la-Thines ;
- Ruisseau de Chabreille (rd), 1,3 km sur la commune de Malarce-sur-la-Thines ;
- Ruisseau du Coulet (rg), 2,1 km sur la commune de Malarce-sur-la-Thines ;
- Ruisseau de Vallée (rd), 1,7 km sur la commune de Malarce-sur-la-Thines ;
- Ruisseau de Prévanchet (rg), 2,4 km sur la commune de Malarce-sur-la-Thines ;
- Ruisseau de Vermale (rg), 2,4 km sur la commune de Malarce-sur-la-Thines ;
- Ruisseau de l'Espinas (rd), 4,7 km sur les communes de Montselgues et Malarce-sur-la-Thines avec un affluent :
  - Ruisseau de Paravis (rd), 2,7 km sur les communes de Montselgues et Malarce-sur-la-Thines ;
- Ruisseau de Colombeyre (rg), 3,7 km sur les communes de Malarce-sur-la-Thines et Saint-Pierre-Saint-Jean ;
- Ruisseau de Font Salée (rg), 2,5 km sur la commune de Malarce-sur-la-Thines ;
- Ruisseau du Marchet (rd), 4 km sur les communes de Montselgues et Malarce-sur-la-Thines avec deux affluents :
  - Ruisseau de Pré Buisson (rg), 1 km sur la commune de Montselgues ;
  - Ruisseau de Prat Neuf (rg), 1,6 km sur les communes de Montselgues et Malarce-sur-la-Thines .

## Tourisme

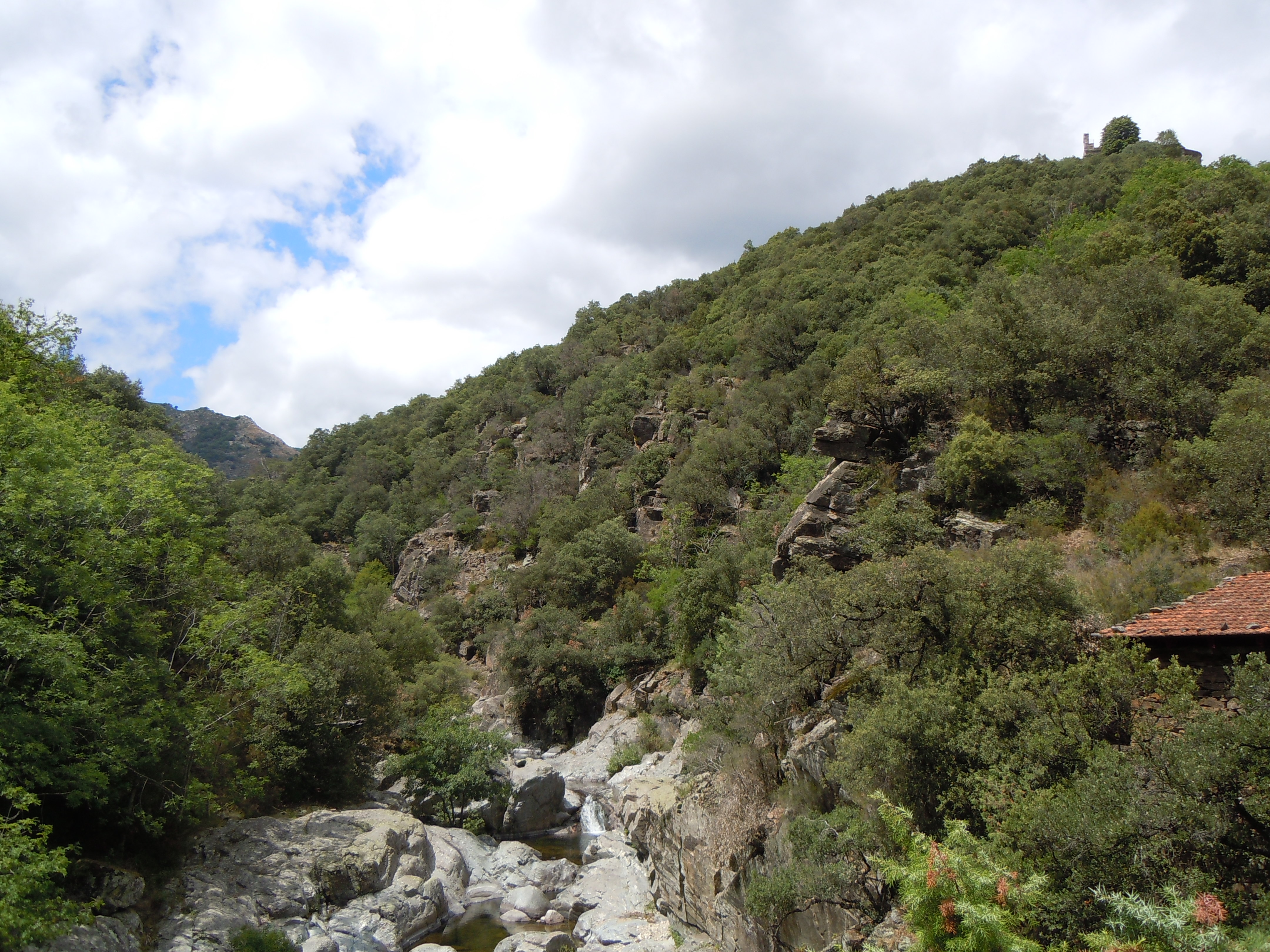
La Thines au pont de Gournier

### Pêche
Au niveau de sa source, des étangs piscicoles permettent l'initiation et le perfectionnement de la pêche à la mouche de truites. Il est aussi possible d'en pécher sur tout le cours.

### Baignade
Il est possible de se baigner dans plusieurs « trous d'eau » situès sur la partie basse de la rivière. L'eau reste très claire et fraîche même lors de chaudes journée d'été, le lit passant dans des zones peu habitées et de nombreuses cascades ponctuent son cours.